# Anime Limited
Anime Limited, còn được biết đến với cái tên All the Anime, là một công ty phân phối phim ở Vương Quốc Anh tại Glasgow, Scotland. Công ty mang đến tới các khán giả tại Anh, Pháp, Ireland và các nước Châu Âu khác những bộ phim anime hấp dẫn. Công ty được thành lập vào năm 2013 bởi Andrew Partridge, người có vai trò quan trọng tại Scotland Loves Anime. Công ty phát hành những bộ anime mới lẫn những bộ anime cũ. Từ năm 2015 đến năm 2018, công ty đóng vai trò là nhà phân phối phim cho Funimation tại Quần đảo Anh.